# Kfar Kila
Kfar Kila (en arabe : كفركلا, aussi connu sous le nom de Kfarkila, Kfarkela, Kafarkela) est une commune libanaise située à la frontière du sud Liban sur la ligne bleue avec Israël et la ville de Metoula dans le Doigt de Galilée. Kfar signifie village et Kila jeune marié.

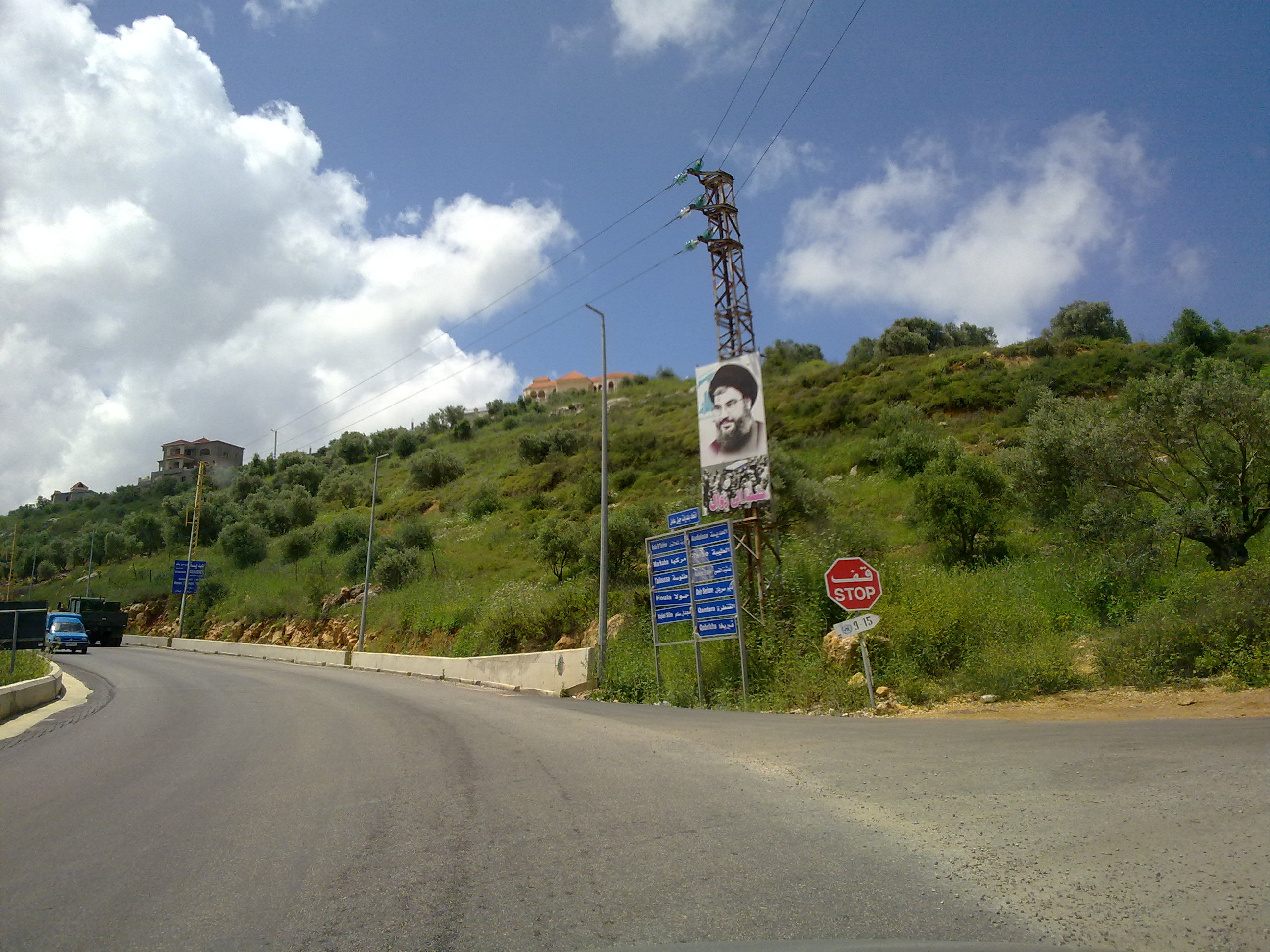
Kafr Kila

La principale attraction touristique du village est la porte de Fatima.
En mai 2012, Israël a commencé la construction d'un mur de 1 km de long et d’environ 6 m de haut.
Kfar Kila est en grande partie rasé par l'armée israélienne lors de l'invasion du Liban en 2024. Certaines maisons ont été détruites par les bombardements et beaucoup ont été dynamitées par les soldats israéliens avant leur retrait en février 2025.

Avant la guerre cinq mille personnes vivaient à Kfar Kila à l’année et treize mille avec la diaspora durant les vacances d’été. La ville est aujourd'hui inhabitable.